# Tám sự kiện lớn trong cuộc đời Đức Phật

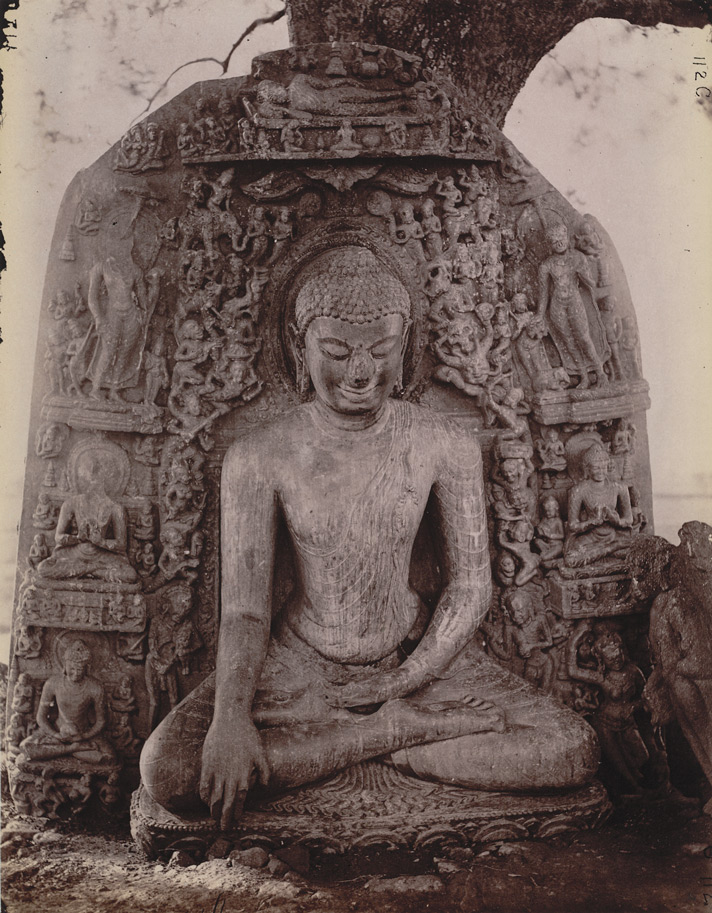
Bức phù điêu Jagdishpur, được chụp vào năm 1872. Đây là một tác phẩm hiếm hoi còn sót lại với quy mô lớn mô tả Tám Sự Kiện Lớn trong cuộc đời Đức Phật. Cao hơn 3 mét, có thể có niên đại vào cuối thế kỷ 10.

Tám sự kiện lớn trong cuộc đời Đức Phật (tiếng Phạn: aṣṭamahāpratihārya) là tên gọi tám sự kiện quan trọng trong cuộc đời của Thích-ca Mâu-ni được coi là tiêu biểu nhất cho cuộc đời và giáo lý của ông. Vào khoảng thế kỷ thứ 9, dưới thời Đế quốc Pala, tám sự kiện này đã được xác lập như một bộ tiêu chuẩn để tóm tắt cuộc đời và giáo lý của Phật.

## Tám sự kiện
Tám sự kiện lớn bao gồm:
- Đản sinh tại Lâm Tỳ Ni (Lumbini)
- Thành đạo tại Bồ-đề Đạo tràng (Bodh Gaya)
- Chuyển pháp luân tại vườn Lộc Uyển (Sarnath)
- Khỉ dâng mật tại Xá-vệ (Shravasti)
- Hàng phục voi Nalagiri tại thành Vương-xá (Rajgir)
- Từ cõi trời Đao Lợi trở về tại Sankasia
- Thần thông tại tại Xá-vệ (Shravasti)
- Nhập Niết-bàn tại Rừng Sa La Song Thọ ở Câu Thi Na (Kushinagar)

Mỗi sự kiện đều gắn liền với một địa điểm cụ thể, sau này trở thành các thánh tích quan trọng của Phật giáo. Ngoại trừ nơi Đản sinh ở Nepal hiện đại, tất cả các địa điểm còn lại đều nằm ở các bang Bihar và Uttar Pradesh của Ấn Độ. Trong đó, riêng Đản sinh - Thành đạo - Chuyển pháp luân và Nhập Niết-bàn hay được phân làm bốn sự kiện quan trọng nhất, gắn liền với bốn địa danh Tứ Động Tâm.

## Ý nghĩa
Tám sự kiện lớn thể hiện những giai đoạn quan trọng nhất trong cuộc đời của Thích-ca Mâu-ni, từ khi ra đời cho đến khi mất. Chúng không chỉ có ý nghĩa lịch sử mà còn mang tính biểu tượng sâu sắc trong giáo lý Phật giáo. Ví dụ, sự kiện Thành đạo thể hiện khả năng giác ngộ của con người, trong khi Chuyển pháp luân tượng trưng cho việc truyền bá giáo pháp.

## Trong nghệ thuật
Tám sự kiện lớn thường xuyên được thể hiện trong nghệ thuật Phật giáo, hoặc riêng lẻ hoặc theo nhóm. Một cách trình bày phổ biến là tạc hình Thích-ca Mâu-ni tọa thiền ở ở trung tâm, thường là cảnh Thành đạo, được bao quanh bởi các phù điêu nhỏ hơn miêu tả bảy sự kiện còn lại.
Một số tác phẩm về "Tám sự kiện lớn trong cuộc đời Đức Phật"

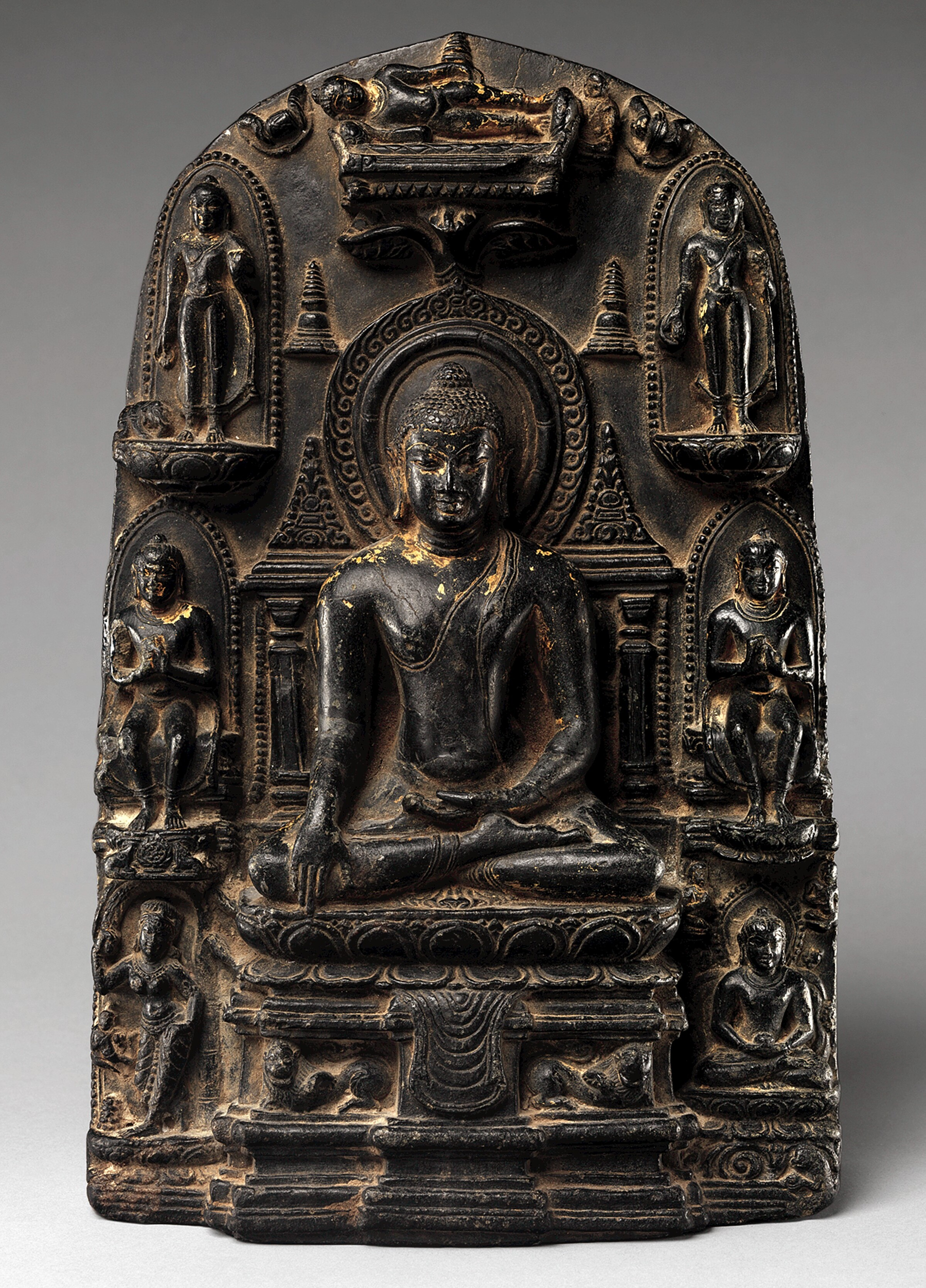
Bia đá về tám sự kiện lớn, niên đại thế kỷ 10, có thể từ Nalanda, cao 11 inch.
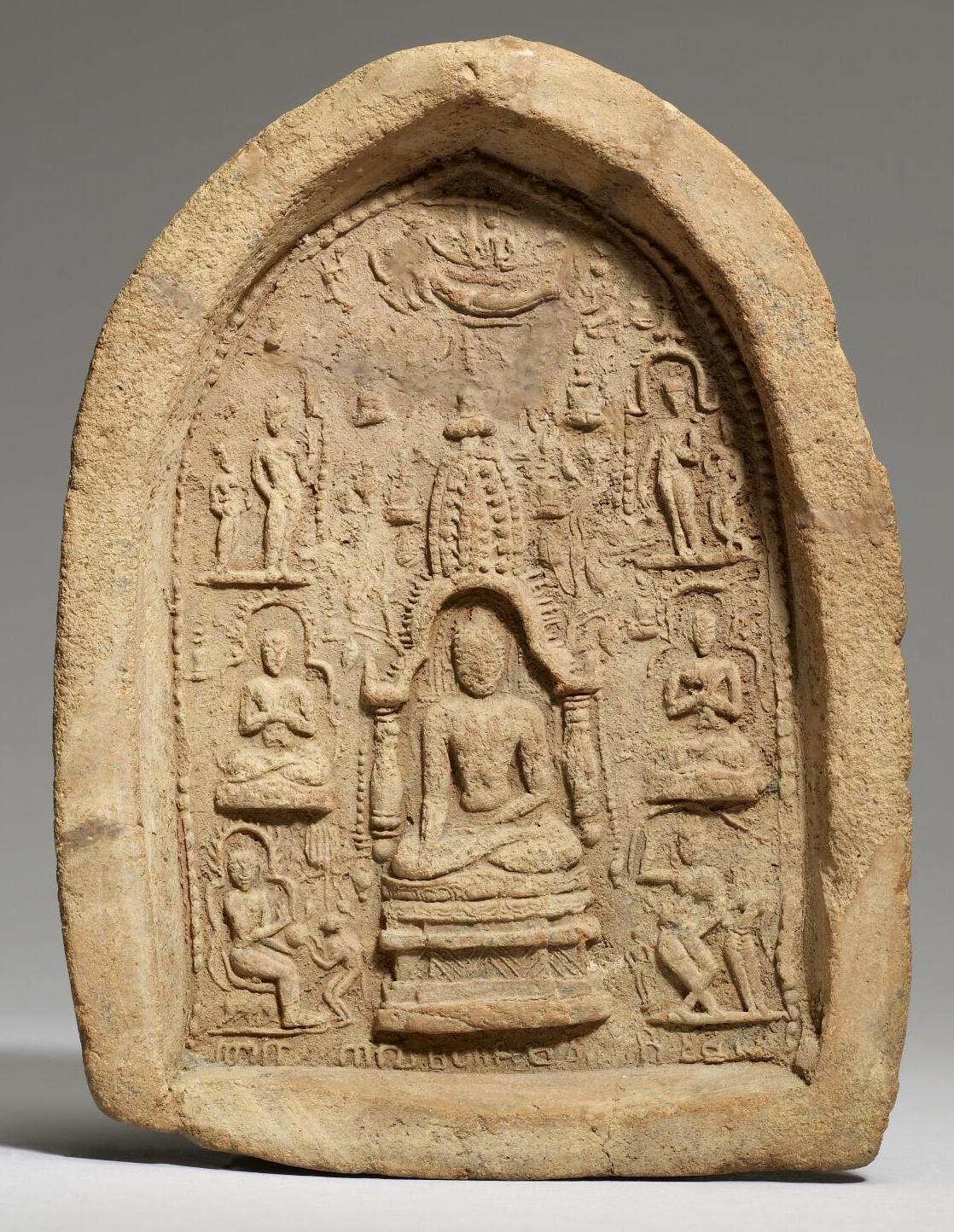
Bản sao của người Myanmar một vật lưu niệm đất nung dành cho khách hành hương tại Đền Mahabodhi ở Bodh Gaya, thế kỷ 11, cao 6,7 inch.
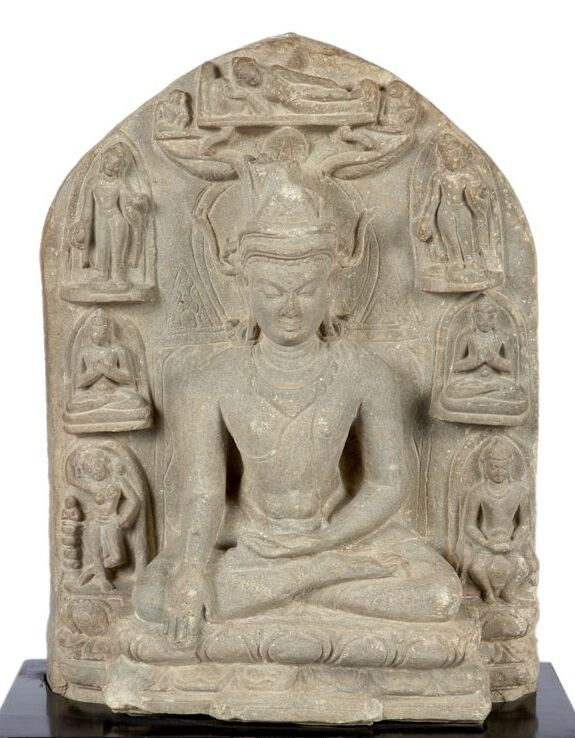
Thế kỷ 11, Bihar, cao 22 inch. Một món quà ngoại giao từ Jawaharlal Nehru tặng cho Tổng thống Kennedy
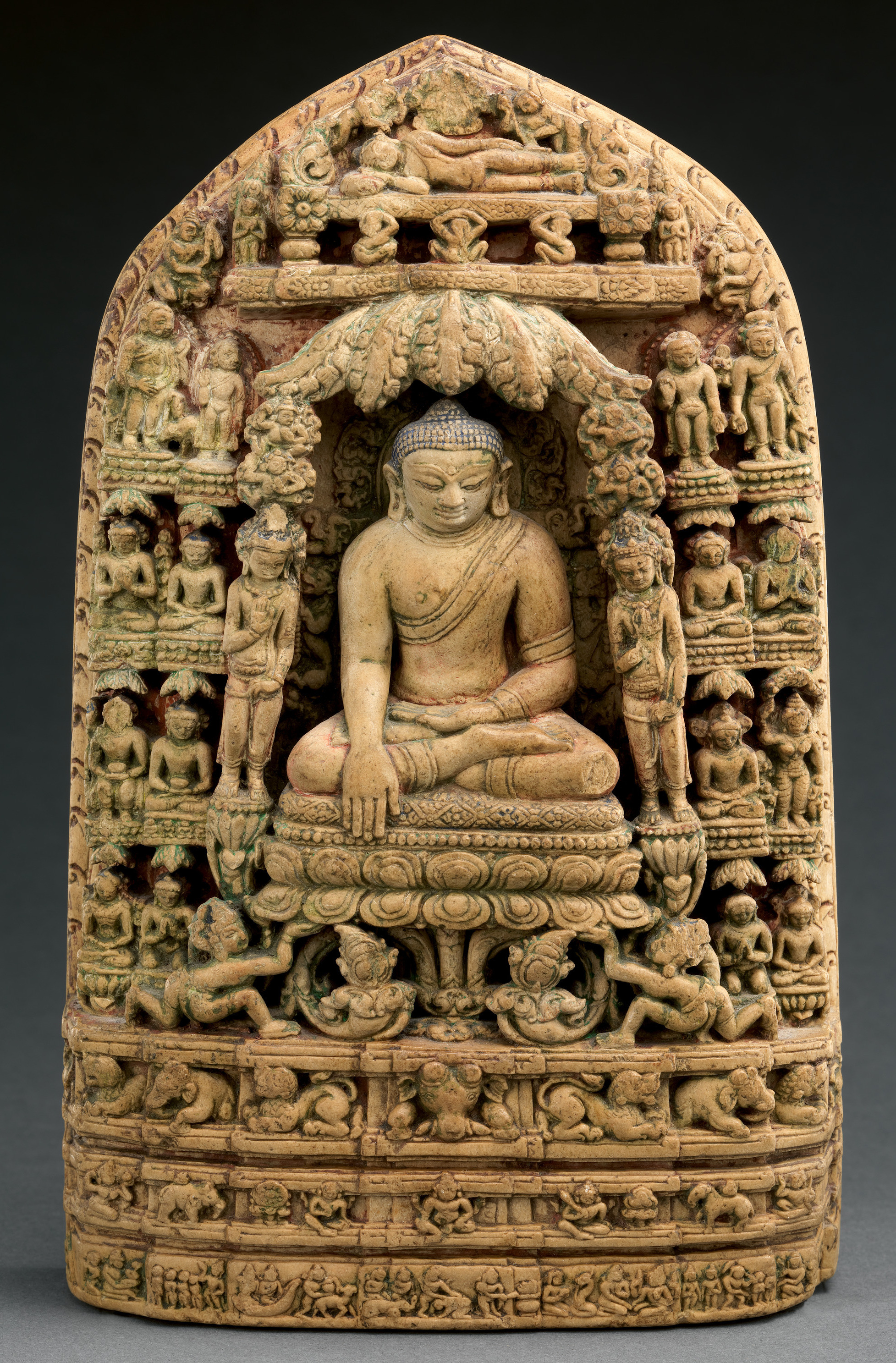
Thế kỷ 11 hoặc 12, Bihar, cao 10 inch
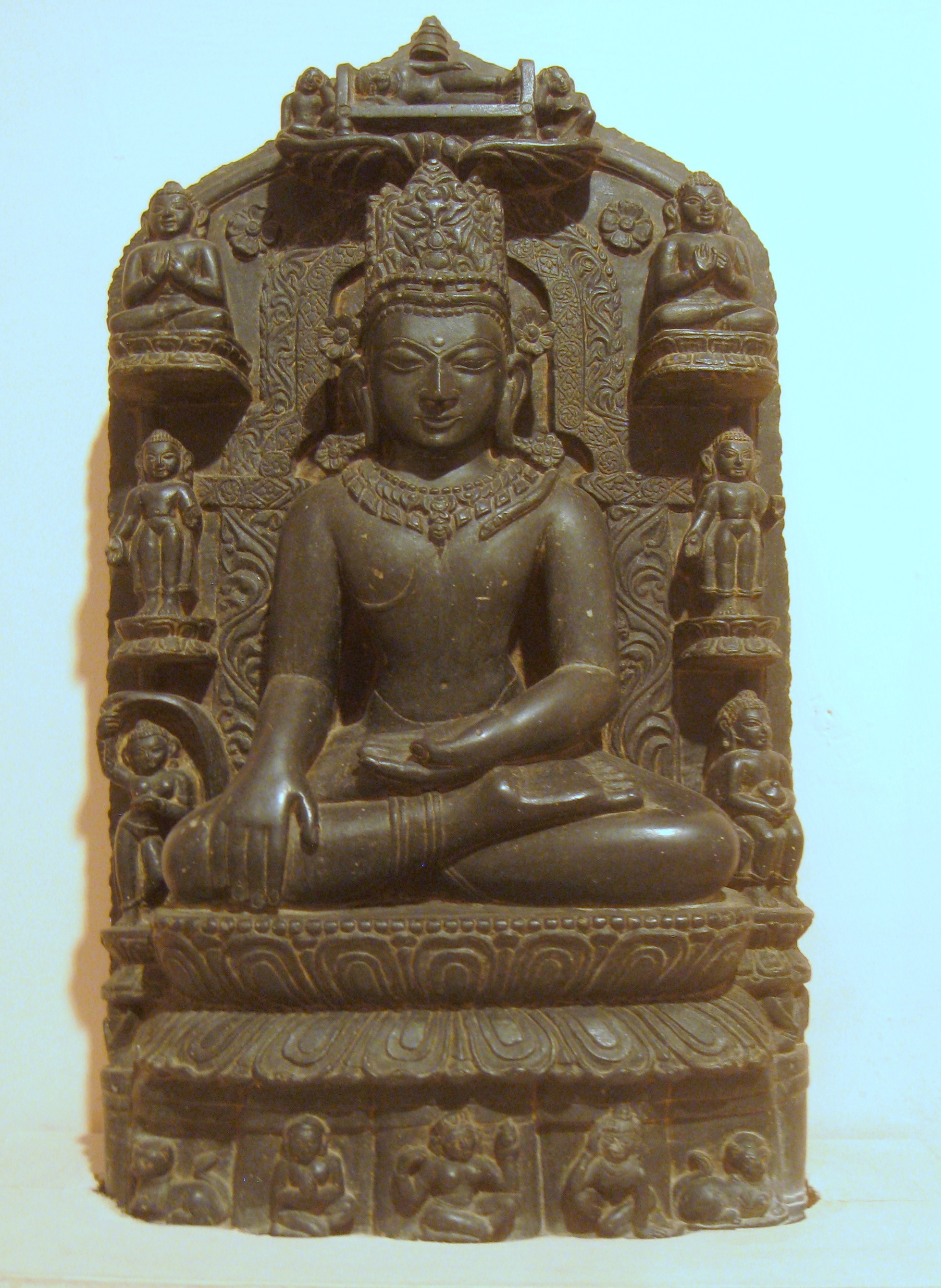
Pala, thế kỷ 12, cao 47,5 cm
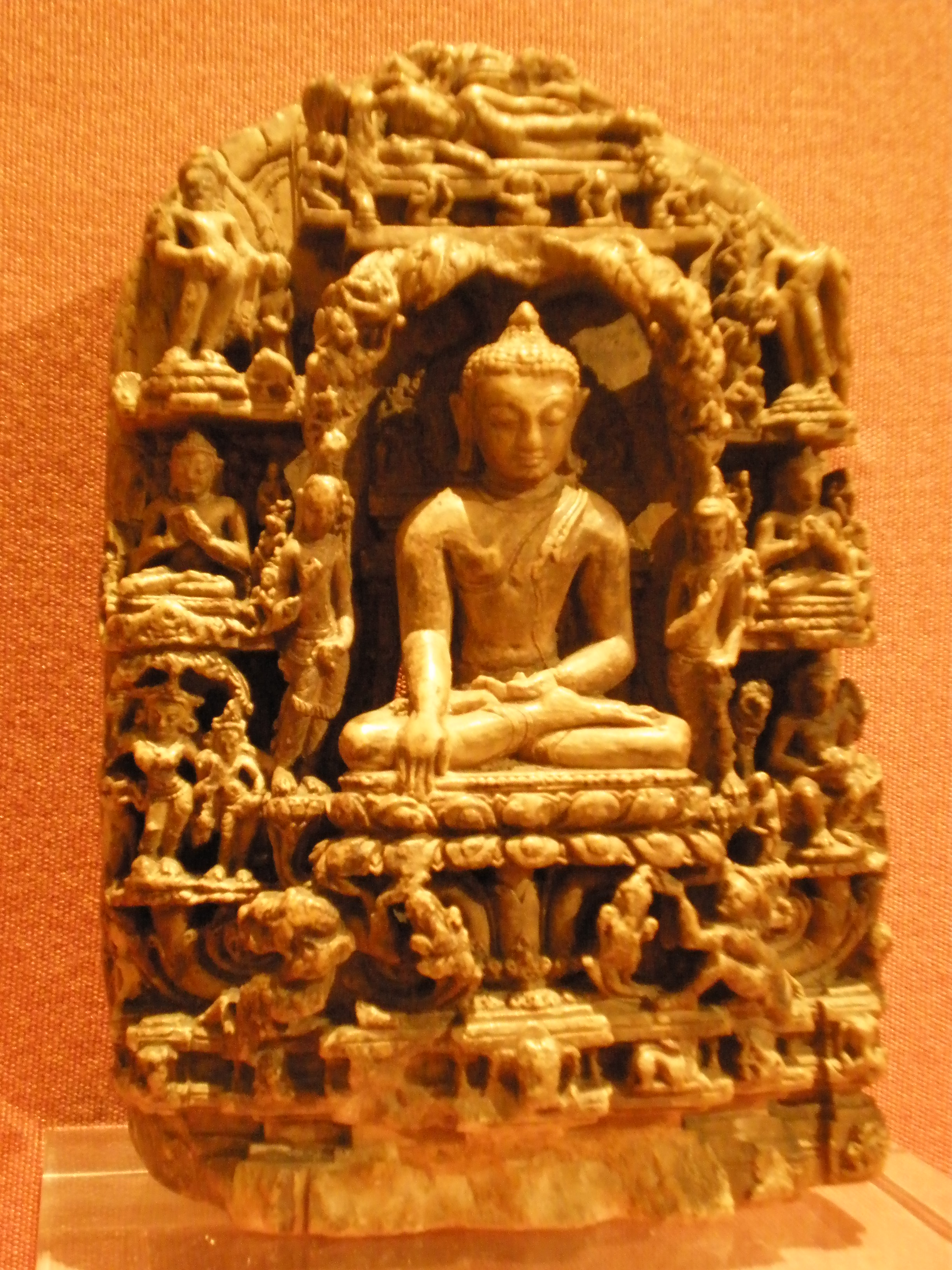
Pagan, Myanmar, bia đá thế kỷ 12